# 朴文雅
朴文雅（韓語：박문아，1994年8月2日—），韓國女演員。

## 影視作品

### 電視劇
| 年份   | 電視台 | 劇名                        | 角色           | 備註 |
| 2007   | KBS2   | 《詐騙信用調查所》          | 女學生         |      |
| 2013   | tvN    | 《Nine：九回時間旅行》      | 成恩珠（少年） |      |
| 2013   | OCN    | 《特殊案件專案組TEN》第二季 | 女學生         |      |
| 待公布 |        | 《網內人》                  |                |      |

### 網路劇
| 年份 | 電視台      | 劇名           | 角色 | 備註 |
| 2017 | Naver TV    | 《動搖的關係》 | 李春 |      |
| 2018 | Cheeze Film | 《二十：月》   | 文雅 |      |

### 電影
| 年份 | 劇名                   | 角色           | 備註        |
| 2007 | 《花美男連鎖恐怖事件》 | 學生會書記     |             |
| 2007 | 《第十一個媽媽》       | 財洙的同學     |             |
| 2008 | 《哼唱》               | 小弟子         |             |
| 2009 | 《旋風》               | 朴美英         |             |
| 2010 | 《Mr. Zombie》         | 美熙           |             |
| 2013 | 《防毒皮》             | 牧師的女兒秀珍 |             |
| 2013 | 《殺人漫畫》           | 女學生柳書賢   |             |
| 2015 | 《Luckyball》          | 妍珠           | [ 1 ] [ 2 ] |
| 2016 | 《她的離別法》         |                |             |
| 2017 | 《天笛》               | 雅拉           |             |

## 外部連結
- 朴文雅的Instagram帳戶
- 朴文雅在NAVER上的资料
- 朴文雅在韩国电影数据库（KMDb）上的資料（韓語）
- 朴文雅在HanCinema的頁面（英文）（英文）